# لوسيل غران
لوسيل غران (بالدنماركية: Lucile Grahn-Young)‏ هي راقصة باليه دنماركية، ولدت في 30 يونيو 1819 في كوبنهاغن في الدنمارك، وتوفيت في 4 أبريل 1907 في ميونخ في ألمانيا.

## وصلات خارجية
- لوسيل غران على موقع الموسوعة البريطانية (الإنجليزية)